# Robert Metcalfe
Robert Metcalfe (Brooklyn, 7 aprile 1946) è un informatico statunitense.
Pioniere della tecnologia, Robert Metcalfe è l'inventore di Ethernet e fondatore di 3Com. A lui si deve la formulazione della legge di Metcalfe.

## Biografia
Si è laureato al Massachusetts Institute of Technology in due lauree di primo livello: un BS), una in ingegneria elettronica e l'altra in business alla Sloan School of Management del MIT. Ha conseguito un Master of Science (MSc) in informatica, sempre al MIT, nel 1970. Ha conseguito un PhD alla Harvard University nel 1973 con una tesi sul packet switching.
Bob Metcalfe lavorava per la Xerox al Palo Alto Research Center (PARC) nel 1973 quando inventò Ethernet, uno standard per connettere insieme computer a brevi distanze. Nel 1979 Metcalfe lasciò il PARC e fondò 3Com, un'azienda produttrice di equipaggiamenti LAN.
Nel 1980 ricevette il Grace Murray Hopper Award dall'Association for Computing Machinery per il suo lavoro di sviluppo sulle LAN e principalmente su Ethernet.
Nel 1990 Metcalfe lasciò 3Com in seguito a una disputa con il consiglio di amministrazione e spese il suo tempo in scritti e conferenze pubbliche. Scrive per molte riviste scientifiche come Computerworld, Communications Week, Digital Media, Network Computing, Technology review. Attualmente scrive soprattutto per Infoworld.
Nel dicembre 1995 è stato protagonista di una curiosa gaffe: in un suo articolo per la rivista Infoworld affermò con fierezza "Internet... ben presto esploderà in modo spettacolare, come una supernova, e nel 1996 collasserà catastroficamente" ("Almost all of the many predictions now being made about 1996 hinge on the Internet's continuing exponential growth. But I predict the Internet, which only just recently got this section here in Infoworld, will soon go spectacularly supernova and in 1996 catastrophically collapse."). Metcalfe era così sicuro della propria previsione che promise di "rimangiarsi le proprie parole" se essa non si fosse avverata. Ebbene, il 10 aprile 1997, alla Sixth International World Wide Web Conference (WWW6), tramite un frullatore ridusse pubblicamente in poltiglia il proprio articolo e se lo mangiò tra lo stupore e il divertimento della platea.
Nello stesso anno ha ricevuto due lauree honoris causa. Una alla DePaul University e l'altra alla University of Maine.
Nel 2003, Metcalfe è stato premiato con la National Medal of Technology and Innovation.
Ha ricevuto il Premio Turing 2022, la più ambita onorificenza nel settore dell'informatica, per "l'invenzione, standardizzazione e commercializzazione di Ethernet".